# 高城駅 (江原道)
高城駅（コソンえき、고성역）は、朝鮮民主主義人民共和国（北朝鮮）江原道高城郡に位置する朝鮮民主主義人民共和国鉄道省金剛山青年線の駅である。

## 歴史
- 1932年8月11日：東海北部線開通に伴い長箭駅として開業[1]。
- 1950年：朝鮮戦争により廃止。
- 1996年：金剛山青年線の開業により高城駅として営業再開。